# Chomutice
Chomutice (en allemand : Groß-Chomutitz, précédemment : Gross-Chomutitz) est une commune du district de Jičín, dans la région de Hradec Králové, en République tchèque. Sa population s'élevait à 591 habitants en 2022.

## Géographie
Chomutice se trouve à 13 km au sud-est de Jičín, à 29 km au nord-ouest de Hradec Králové et à 82 km au nord-est de Prague.
La commune est limitée par Třtěnice, Podhorní Újezd a Vojice et Sobčice au nord, par Ostroměř et Lískovice à l'est, par Ohnišťany, Staré Smrkovice et Nevratice au sud, et par Vrbice à l'ouest.

## Histoire
La première mention écrite de la localité date de 1339.

## Galerie

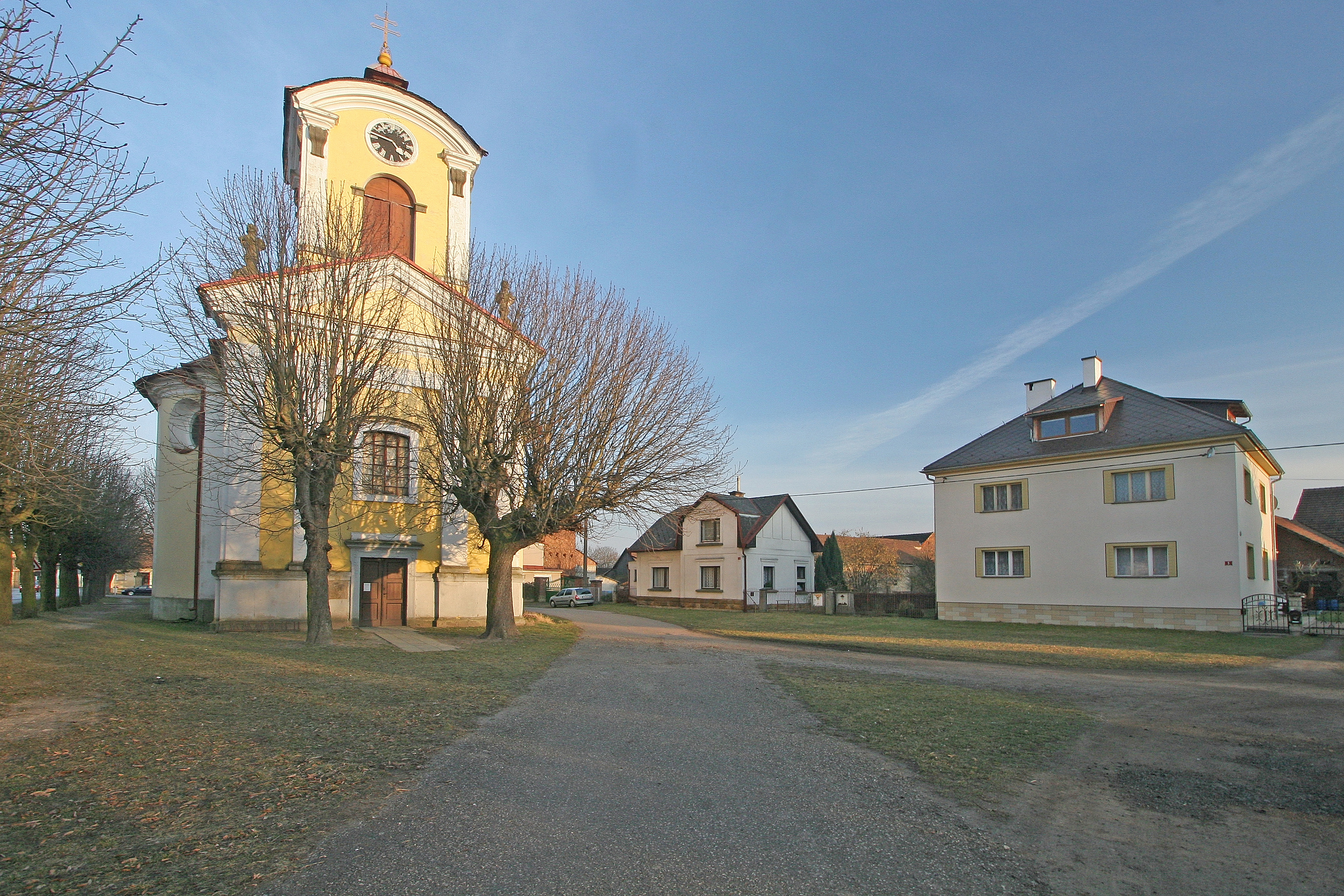
Centre de Chomutice.
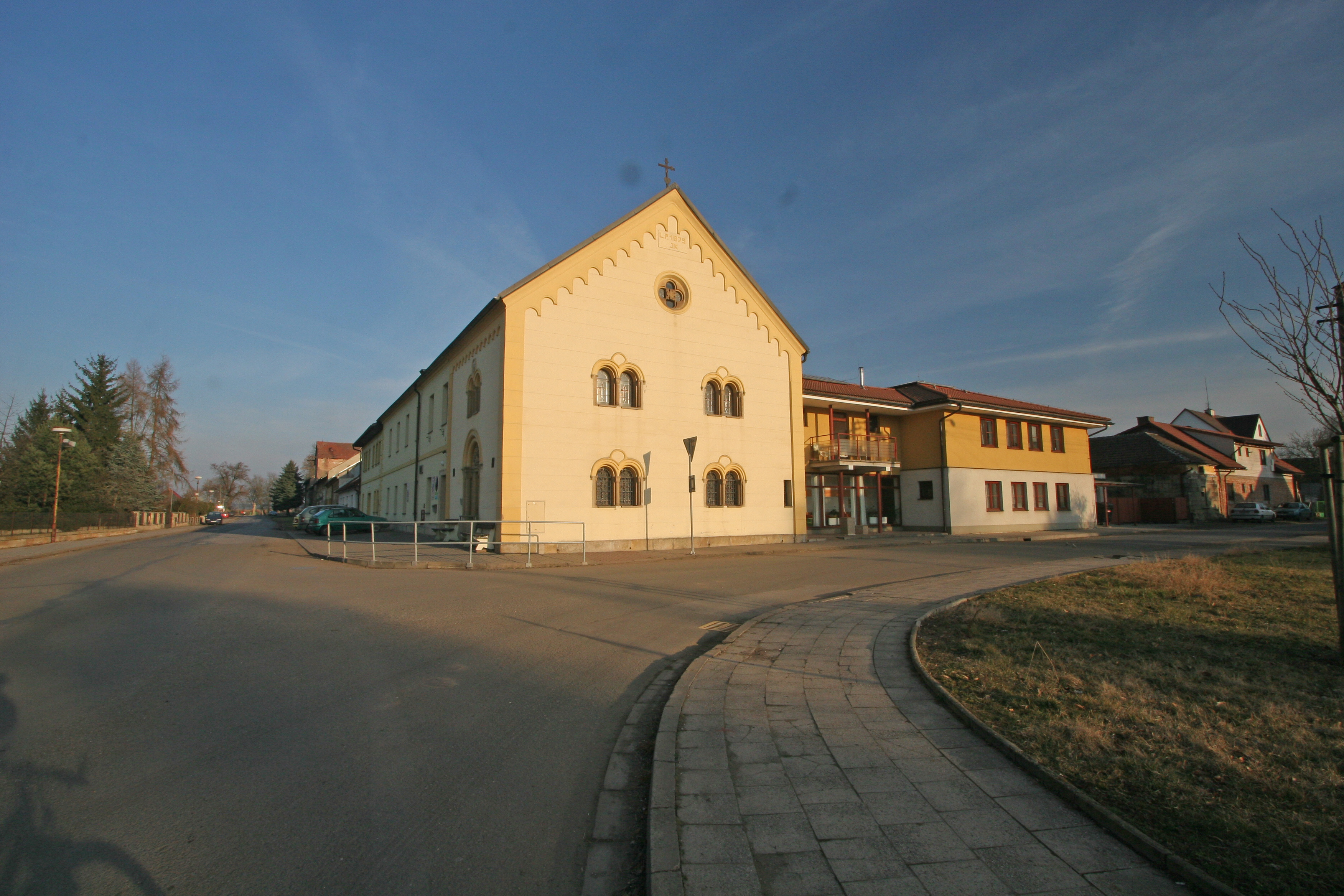
Chomutice : la mairie.

## Transports
Par la route, Chomutice se trouve à 11 km de Hořice, à 16 km de Jičín, à 34 km de Hradec Králové et à 107 km de Prague. 